# Iglesia del Sagrado Corazón del Sufragio

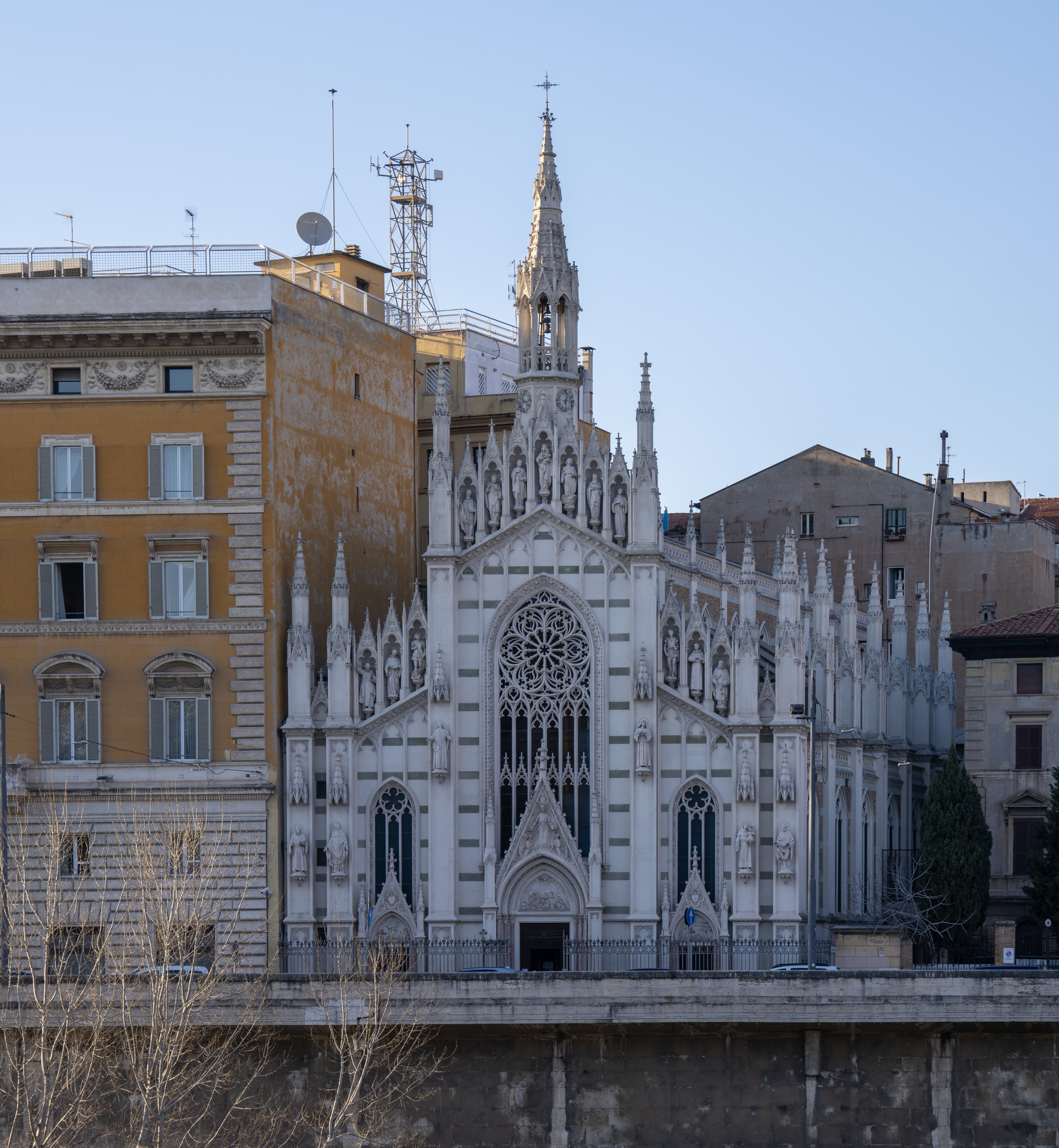
Fachada de la Iglesia del Sagrado Corazón del Sufragio situada en Roma.

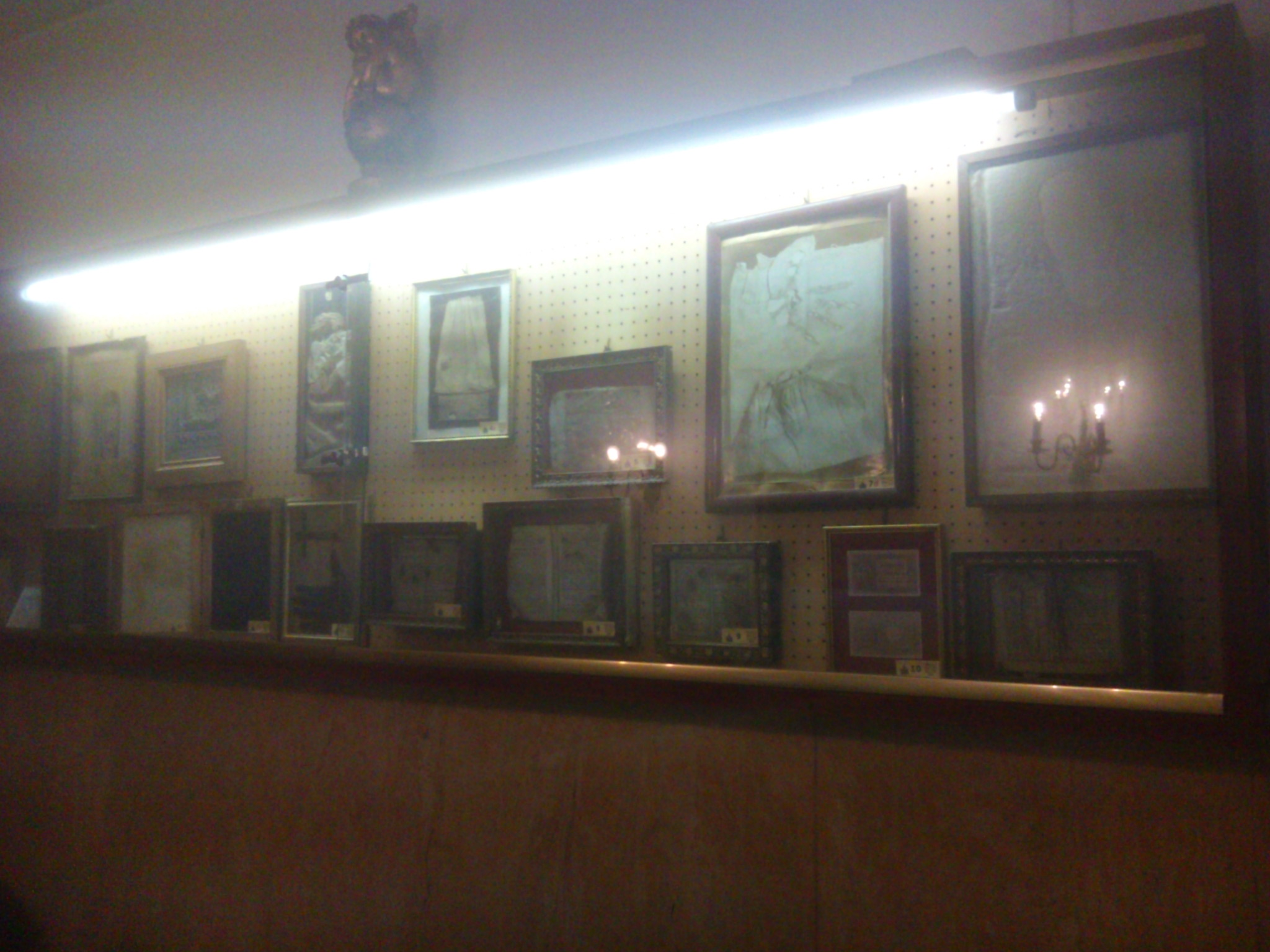
Vitrina acristalada donde se guardan los objetos "tocados" por las almas purgantes.

La iglesia del Sagrado Corazón del Sufragio (en italiano Sacro Cuore del Suffragio) es una iglesia situada en Roma junto al río Tíber. Es una de las pocas iglesias de estilo neogótico de Roma y es conocida sobre todo porque en su interior hay un pequeño museo dedicado a las Ánimas del Purgatorio.
La iglesia fue fundada por Victor Jouet, sacerdote francés que fundó la Asociación del Sagrado Corazón de Jesús para el sufragio de las almas en el Purgatorio. Desde finales del siglo XIX existía en el lugar una capilla dedicada a Nuestra Señora del Rosario que fue destruida por un incendio en 1894.

## Museo de las Ánimas del Purgatorio
El padre Victor Jouet aseguró ver en la pared detrás del altar un rostro con rasgos humanos con la expresión de la cara triste y melancólica, plasmada por las llamas en la pared.
El religioso llegó a la conclusión de que el difunto era un condenado del Purgatorio y quería ponerse en contacto con los vivos. Con este evento en particular, se decidió a fundar el museo. El propio sacerdote decidió buscar documentos y pruebas relacionadas con las almas penantes. El sacerdote logró encontrar una gran cantidad de material por lo que llegó a una conclusión: los muertos condenados en el Purgatorio piden oraciones y misas de sufragio a los vivos para facilitar la transición de las almas condenadas al Paraíso.
El museo está situado en una habitación individual en la sacristía de la iglesia del Sagrado Corazón del Sufragio. En sus vitrinas se recogen documentos y fotografías que dan fe de los hechos mencionados anteriormente, incluyendo:
- Un libro de oraciones, en los que se imprimió en una página una mano de un difunto.

- Una funda de almohada con la impresión de fuego de una monja que pidió a su hermana oraciones para acelerar su paso al cielo.

- Un hábito de una monja y una camisa con la huella digital de un fallecido.[1]